# Hermética
Hermética (es. ‚hermetisch‘) war eine argentinische Thrash-Metal-Band aus Buenos Aires, die im Jahr 1987 gegründet wurde und sich 1994 wieder trennte. Sie zählt zusammen mit Lethal und Horcas zu den wichtigsten argentinischen Metal-Bands.

## Geschichte
Die Band wurde im Jahr 1987 von Bassist und Sänger Ricardo Iorio gegründet, nachdem sich seine vorherige Band V8 aufgelöst hatte. Kurze Zeit später stießen Gitarrist Antonio Romano, Schlagzeuger Fabián Spataro sowie Sänger Claudio O’Connor zur Band. Ihren ersten Auftritt hatte die Band im Mai 1988 in einem Club in San Martin. Ihr selbstbetiteltes Debütalbum folgte im Jahr 1989. Eine Cover-EP namens Intérpretes erschien im Jahr 1990. Das nächste Album namens Acido Argentino folgte im Jahr 1991, auf dem mit Claudio Strunz ein neuer Schlagzeuger zu hören war. Im Jahr 1992 spielte die Band als Eröffnungsband für Black Sabbath auf dem Obras Sanitarias in Buenos Aires.
In den folgenden Jahren erschienen einige Live-Veröffentlichungen. In der Zwischenzeit gründete Iorio ein kleines Nebenprojekt. Erst im Jahr 1994 erschien mit Víctimas Del Vaciamiento ein weiteres Studioalbum. Im selben Jahr spielte die Band auf dem Monsters of Rock zusammen mit Slayer, Black Sabbath und Kiss. Aufgrund von Streitigkeiten in der Band zerfiel diese noch im selben Jahr. Aus dem Zerfall der Band gründete sich einige weitere Bands wie Malón und Almafuerte.
Im Jahr 2002 wurde erscheint eine Tribute-CD namens Homenaje veröffentlicht. Auf dieser waren Künstler wie Tren Loco, Renacer, Carina Alfie, Kybalion, sowie einige kleinere Bands zu hören.

## Stil
Herméticas Musikstil verbindet Thrash-, Speed- und Power-Metal-Elemente und ist melodischer als der von Lethal und Horcas. Ihre ersten beiden Werke enthalten härteres, aggressiveres Material und sind ihre populärsten Veröffentlichungen. Die neueren Aufnahmen integrieren melodischere, klassische Heavy-Metal-Elemente.

## Diskografie

### Alben
- 1989: Hermética (Radio Trípoli Discos)
- 1991: Ácido Argentino (Radio Trípoli Discos)
- 1994: Víctimas del Vaciamiento (Radio Trípoli Discos)

### EPs
- 1990: Intérpretes (Radio Trípoli Discos)

### Live-Alben
- 1993: En Vivo en Argentina (Radio Trípoli Discos)
- 1995: En Concierto Parte I (Radio Trípoli Discos)
- 1995: En Concierto Parte II (Radio Trípoli Discos)
- 1995: Lo Último (Radio Trípoli Discos)

### VHS
- 1993: En Vivo 1993 (Radio Trípoli Discos)

### Kompilationen
- 1998: Sentimiento Argentino (Universal Music Group)